# ジョージ・メッサースミス

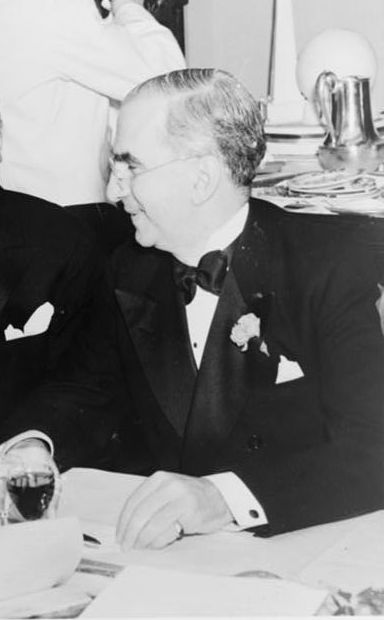
ジョージ・メッサースミス

ジョージ・ストラウサー・メッサースミス（George Strausser Messersmith, 1883年10月3日 - 1960年）は、アメリカ合衆国の外交官。

## 生涯
1883年10月3日、メッサースミスはペンシルベニア州フリートウッドにおいて誕生した。メッサースミスはデラウェア州の公立学校で教師となった。
1914年、メッサースミスは教職を辞め、国務省の外交部に入省した。メッサースミスは1916年にカナダのオンタリオ州フォートエリーで、1917年にオランダ領アンティルのキュラソー島で、合衆国領事を務めた。メッサースミスは1919年にベルギーのアントウェルペンで合衆国領事となり、1926年に合衆国総領事に昇格した。メッサースミスは1929年にアルゼンチンのブエノスアイレスで、1932年にドイツのベルリンで、合衆国総領事を務めた。
1934年3月、メッサースミスは駐ウルグアイ公使として任命を受けた。だがメッサースミスは1934年4月に駐オーストリア公使としても任命を受けたため、駐ウルグアイ公使には着任せず1934年5月に駐オーストリア公使として着任した。メッサースミスは1937年7月まで駐オーストリア公使を務めた。
1937年、メッサースミスは国務次官補に任命された。メッサースミスは1940年2月まで国務次官補を務めた後、1940年3月から1942年2月まで駐キューバ大使、1942年5月から1946年5月まで駐メキシコ大使、1946年5月から1947年6月まで駐アルゼンチン大使を務めた。
1960年1月29日、メッサースミスはテキサス州ダラスにおいて死去した。
| 外交職                            | 外交職                                                                 | 外交職                      |
| --------------------------------- | ---------------------------------------------------------------------- | --------------------------- |
| 先代 ジョージ・アール             | 在オーストリアアメリカ合衆国特命全権公使 1934年5月23日 - 1937年7月11日 | 次代 グレンヴィル・エメット |
| 先代 ジョシュア・バトラー・ライト | 在キューバアメリカ合衆国特命全権大使 1940年3月8日 - 1942年2月8日       | 次代 スプライル・ブレイデン |
| 先代 ジョセファス・ダニエルズ     | 在メキシコアメリカ合衆国特命全権大使 1942年5月24日 - 1946年5月15日     | 次代 ウォルター・サーストン |
| 先代 スプライル・ブレイデン       | 在アルゼンチンアメリカ合衆国特命全権大使 1946年5月23日 - 1947年6月12日 | 次代 ジェイムズ・ブルース   |